# Ipatios-Kloster

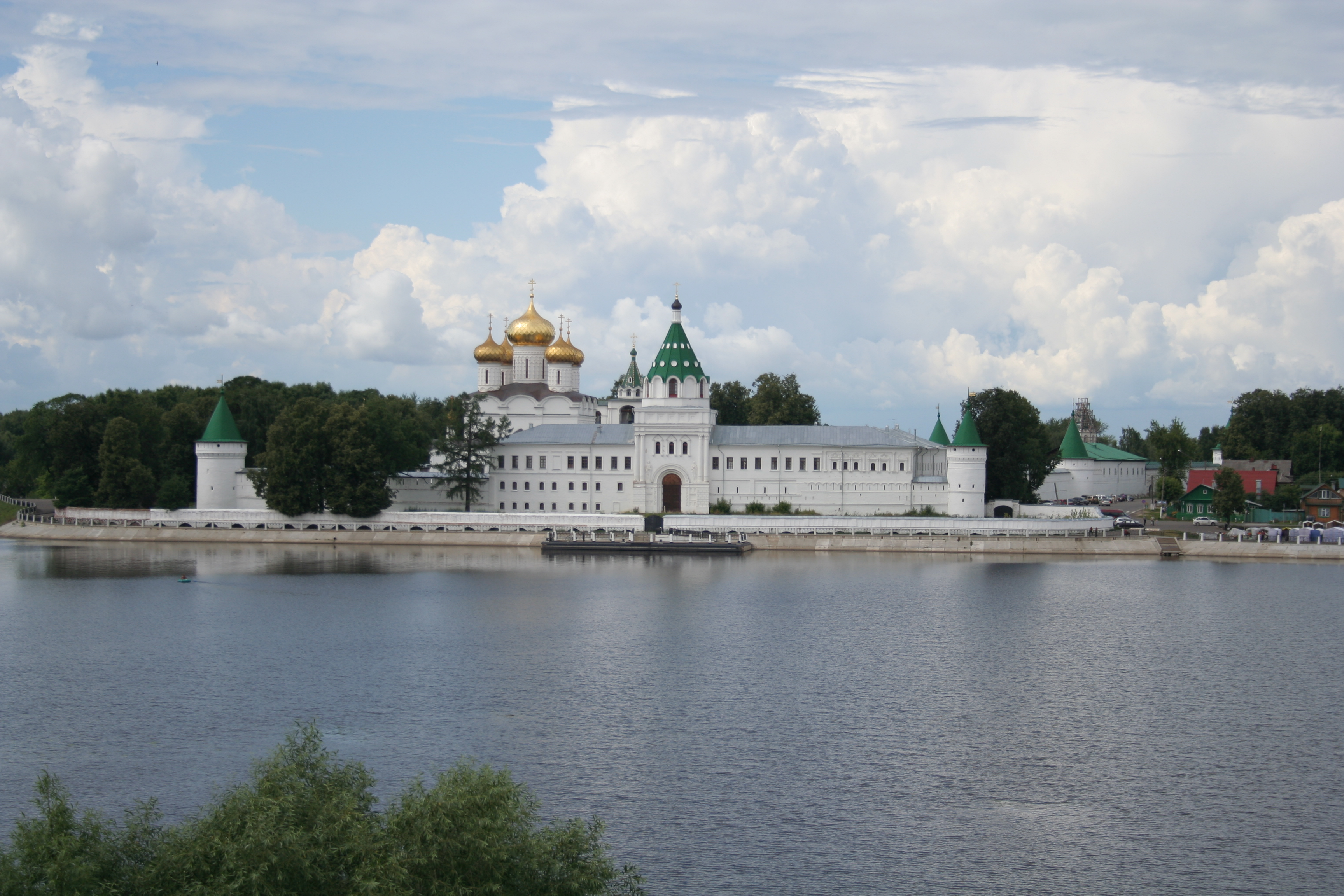
Blick auf das Kloster vom gegenüberliegenden Ufer der Kostroma

Das Ipatios-Kloster der Heiligen Dreifaltigkeit (russisch Свято-Троицкий Ипатьевский монастырь) befindet sich in der russischen Großstadt Kostroma, an deren nördlichem Rand, direkt an der Mündung des Flusses Kostroma in die Wolga. Es ist heute ein russisch-orthodoxes Männerkloster, das aufgrund seiner historischen Bedeutung und Bebauung zu den wichtigsten Sehenswürdigkeiten des sogenannten Goldenen Rings zählt.

## Geschichte
Das Ipatios-Kloster von Kostroma wurde erstmals in einer Urkunde aus dem Jahr 1432 erwähnt. Es wird jedoch davon ausgegangen, dass seine Gründung etwa ein Jahrhundert zuvor stattgefunden hat. Das Kloster soll demnach von einem tatarischen Prinzen in Andenken an eine vermeintliche Wunderheilung gestiftet worden sein. Der Stifter konvertierte laut Legende zum Christentum und diente am Hof des Moskauer Großfürsten Iwan Kalita. Er soll auch ein Vorfahre des Bojarengeschlechts der Godunows gewesen sein, weshalb gerade im späten 16. Jahrhundert und in der Herrschaftszeit des Zaren Boris Godunow das Ipatios-Kloster durch großzügige Spenden vom Zarenhof sehr reich wurde. Die ursprünglichen Holzbauten einschließlich des zentralen Gotteshauses des Klosters – der Dreifaltigkeitskathedrale – wichen im 16. Jahrhundert dem bis heute teilweise erhaltenen steinernen Ensemble. Außerdem erhielt das Kloster nach dem Vorbild eines altrussischen Kremls eine neue Befestigungsmauer mit Wachtürmen.

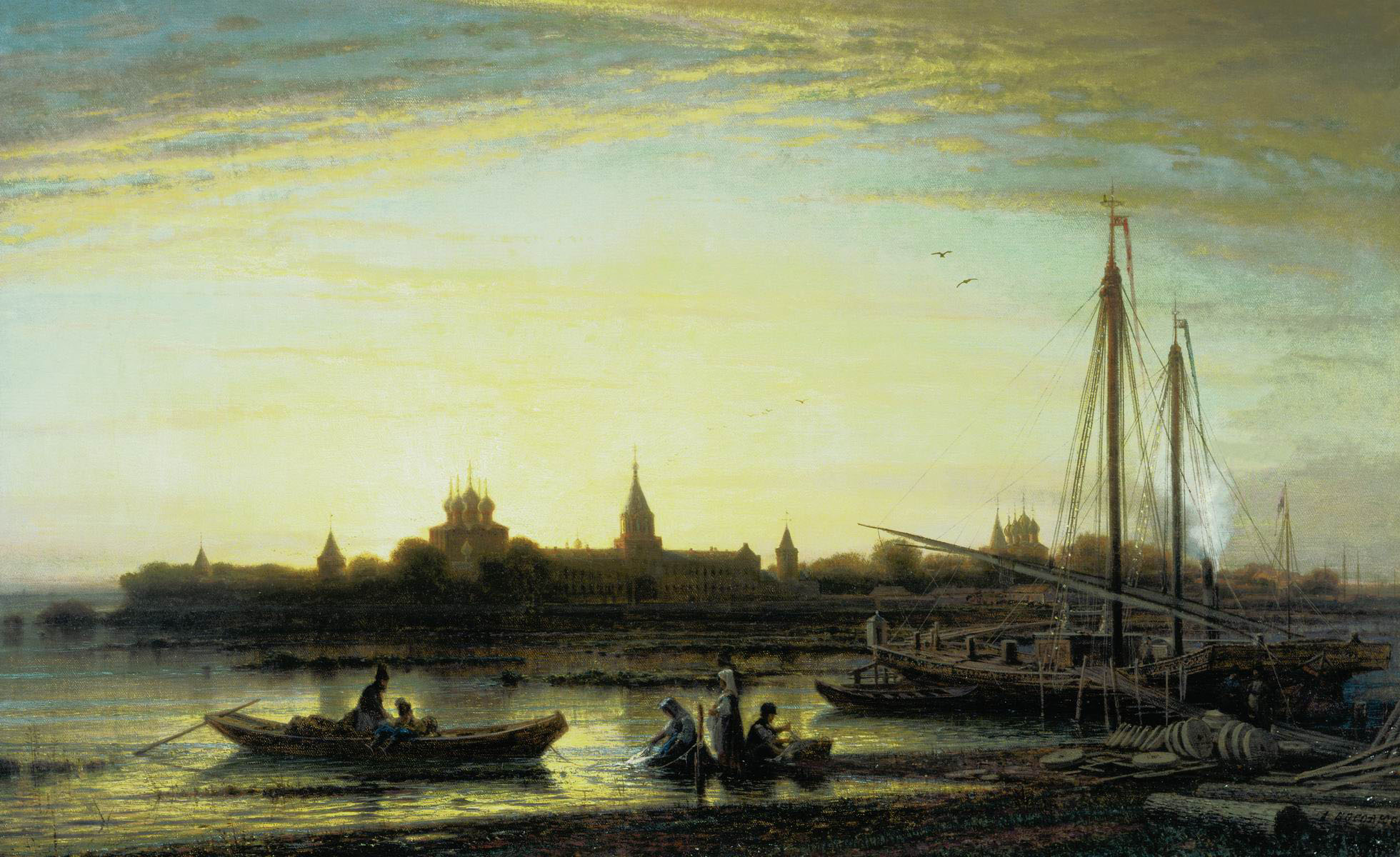
Ipatios-Kloster. Ein Gemälde (1861) von Alexei Bogoljubow

Seine größte historische Bedeutung erfuhr das Ipatios-Kloster ebenfalls Ende des 16. und Anfang des 17. Jahrhunderts. Michael Fjodorowitsch Romanow, später der erste russische Zar aus der Romanow-Dynastie, lebte in den 1580er-Jahren in Verbannung in einer Klause des Ipatios-Klosters. Mit dem Niedergang der Godunows nach Boris’ Tod und während der sogenannten Zeit der Wirren erhielten die Romanows die Territorien des Klosters zu ihrer Verfügung. Als sich im Jahre 1613 der spätere Zar einer Lebensgefahr durch polnisch-litauische Invasoren ausgesetzt sah, flüchtete er samt Familie hinter die Mauern des Ipatios-Klosters. Mit dem Sieg Russlands über die Invasoren wurde genau im Ipatios-Kloster im Februar 1613 Michael Romanow zum Zaren erkoren. Diese Gegebenheit bescherte dem Stift in den nachfolgenden Jahrzehnten noch mehr Ruhm und Wohlstand, denn das Ipatios-Kloster galt seitdem in gewisser Weise als Wiege der Romanow-Dynastie. Bereits in den 1640er-Jahren wurde das Klostergelände um die Klausen der sogenannten Neuen Stadt erweitert, die sich nördlich an die Alte Stadt, also das bereits bestehende Klostergelände, anschließt. Zudem wurde die bei einer Pulverexplosion zerstörte Dreifaltigkeitskathedrale aus der Godunow-Zeit in den Jahren 1650–1652 durch das heutige Gebäude ersetzt.
Noch weit bis ins 18. Jahrhundert hinein galt das Ipatios-Kloster als eines der berühmtesten und reichsten in ganz Russland. Erst mit der Enteignung der russisch-orthodoxen Kirche im Jahre 1764 verlor das Kloster einen Großteil seiner Besitztümer und danach allmählich auch seine Bedeutung. Gleichwohl wurde es vom Romanow-Haus bis zu dessen Niedergang hoch verehrt: Für jeden der russischen Zaren und Kaiser galt es als Pflicht, dem Kloster mindestens einmal einen Besuch abzustatten.
Mit der Machtübernahme durch die Kommunisten nach der Oktoberrevolution 1917 teilte das Ipatios-Kloster das Schicksal anderer russisch-orthodoxer Klöster: 1919 wurde es geschlossen und die Besitztümer beschlagnahmt. 1932 bis 1934 wurde die Mariä-Geburts-Kirche des Ipatios-Klosters abgerissen, die in den 1860er-Jahren vom bekannten Architekten Konstantin Thon erbaut worden war. Ab den 1950er-Jahren wurde das Ensemble des Ipatios-Klosters aufwändig restauriert, seitdem hat es Museumsstatus. Anfang der 1990er-Jahre wurde das Kloster der Kirche zurückgegeben und dient heute sowohl als Kloster wie auch als Museum. Letzteres genießt herausragende Bekanntheit und wurde von allen drei bisherigen Präsidenten Russlands in ihrer Amtszeit besucht (zuletzt von Dmitri Medwedew am 15. Mai 2008).

## Bauwerke

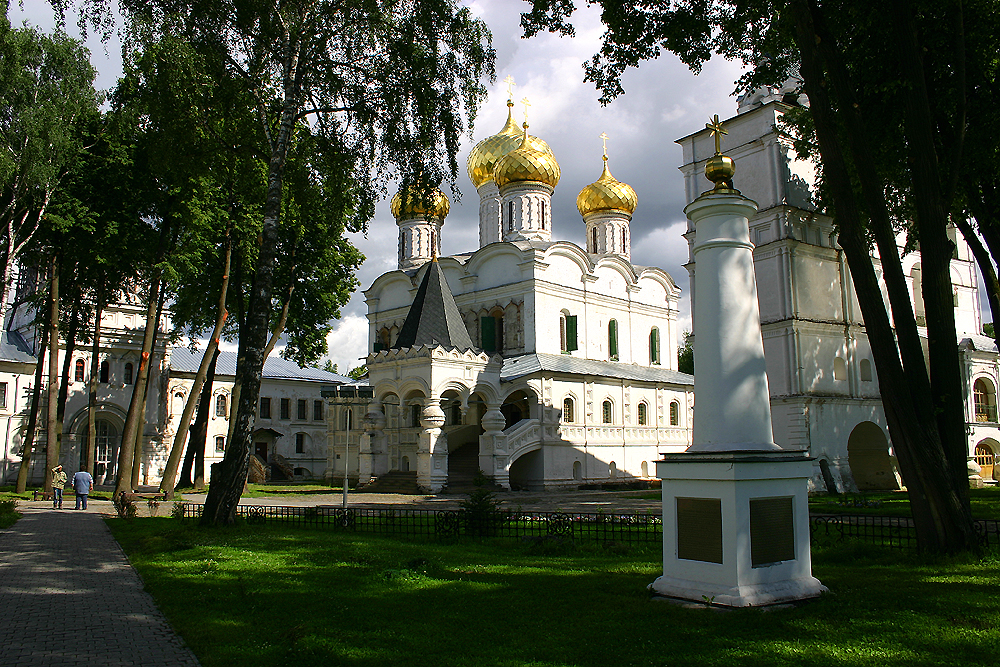
Innenansicht des Klosters mit Dreifaltigkeitskathedrale

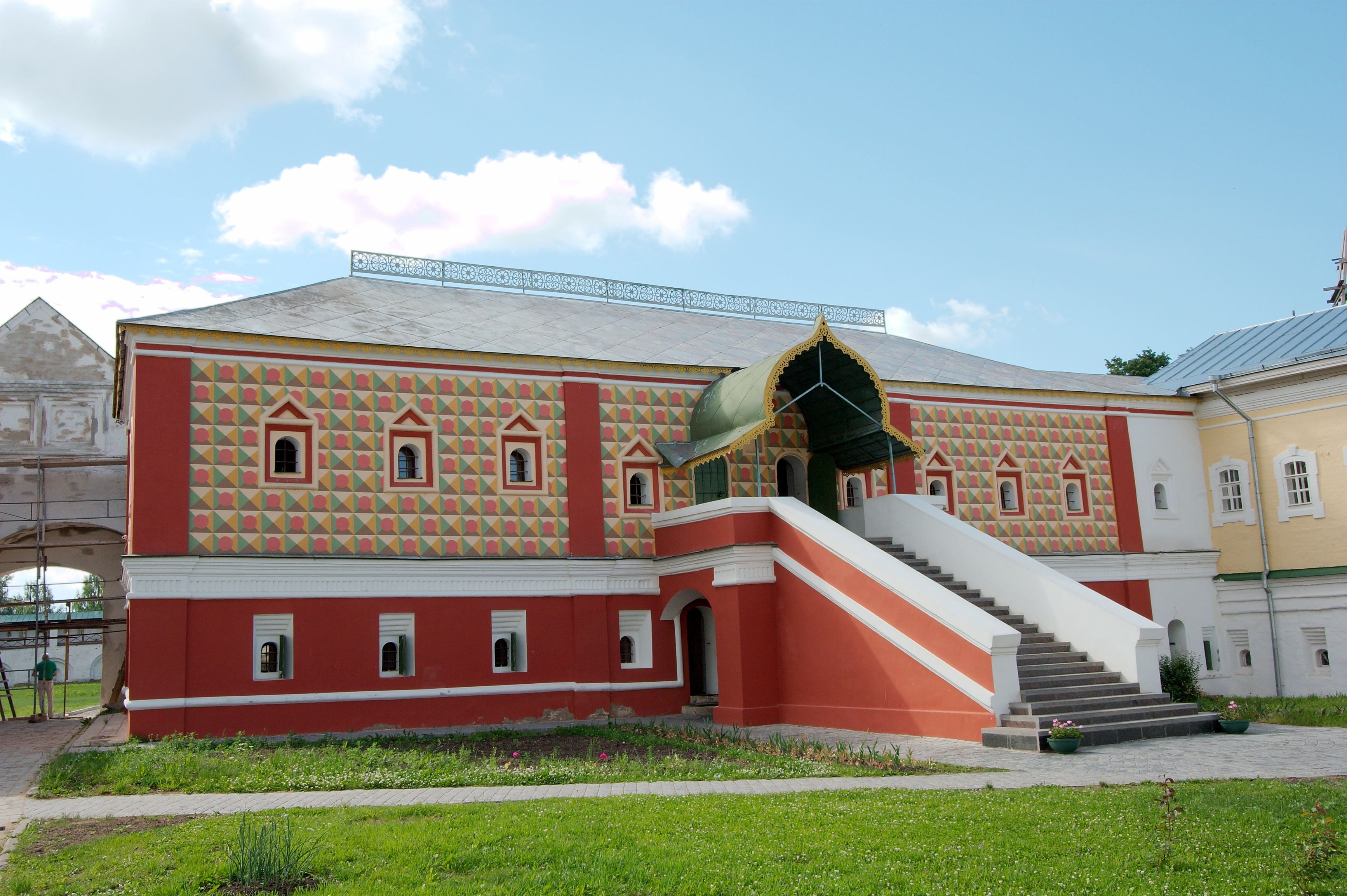
Romanow-Palais

Das von den bis zu zehn Meter hohen Mauern mit insgesamt zehn Türmen umschlossene Ensemble des Klosters gliedert sich in die sogenannte Alte Stadt (Старый город) und Neue Stadt (Новый город). Ersteres gilt als Kernstück des Klosters und entstand im Wesentlichen im späten 16. Jahrhundert, zur Blütezeit des Godunow-Hauses. Dort befinden sich auch die markantesten Klosterbauten einschließlich der Dreifaltigkeitskathedrale. Die ungefähr gleich große Neue Stadt wurde Mitte des 17. Jahrhunderts errichtet und beinhaltet vorwiegend Mönchsklausen und Verwaltungsbauten.
Zentrales Element im Kloster-Ensemble ist die Dreifaltigkeitskathedrale (Троицкий собор). Sie wurde in ihrer jetzigen Form in den Jahren 1650–1652 erbaut und weist eine schmucke Gestalt mit einer traditionellen Fünfer-Komposition aus Zwiebeltürmen sowie dem Paradeeingang in Form einer Treppengalerie mit Zeltdach auf. Die aufwändigen Freskenbemalungen im Inneren der Kathedrale entstanden nach und nach im Laufe der zweiten Hälfte des 17. Jahrhunderts. Sie bestehen aus insgesamt 81 Kompositionen, die verschiedenen biblischen Themen gewidmet sind, außerdem finden sich an den Stützsäulen Bildnisse russischer Herrscher, darunter des ersten aus dem Hause Romanow, der im Ipatios-Kloster zum Zaren gewählt wurde. Sehenswert im Inneren der Kathedrale ist auch die fünfrangige Ikonostase aus den 1750er-Jahren.
Gleich rechterhand der Dreifaltigkeitskathedrale fällt der Anfang des 17. Jahrhunderts, noch unter Boris Godunow erbaute Glockenturm auf. Er wurde im Laufe der Jahrhunderte mehrmals umgebaut und erhielt sein spitzes Zeltdach in den Jahren 1645–1646. Das schlichte zweistöckige Gebäude gleich hinter dem Glockenturm ist das sogenannte Kerzenhaus (Свечной корпус). Es entstand Mitte des 19. Jahrhunderts nach einem Entwurf Konstantin Thons und diente ursprünglich als Produktionsstätte für Kerzen. Heute sind auf beiden Etagen des Hauses Expositionen aus der ehemaligen Sakristei des Klosters (darunter historische Ikonen, Bücher und Kirchenutensilien) untergebracht.
Nordöstlich wird das Ensemble der Alten Stadt durch das sehr feierlich aussehende Romanow-Palais (Палаты бояр Романовых) abgeschlossen. Es wurde Ende des 16. Jahrhunderts als Wohngebäude errichtet und diente der Romanow-Familie unter anderem während der polnischen Invasion im Jahre 1613 als Unterkunft. Das Gebäude ist in einem sehr traditionellen, altrussischen Stil ausgeführt und erinnert mit seiner charakteristischen Fassadengestalt ein wenig an den Facettenpalast im Moskauer Kreml. Im Inneren ist heute das Interieur einer Wohnresidenz des frühen 17. Jahrhunderts relativ originalgetreu nachgestellt.